# Cleveland (Mississippi)
Pour les articles homonymes, voir Cleveland (homonymie).
La ville de Cleveland est le siège du comté de Bolivar, situé dans l'État du Mississippi, aux États-Unis. Sa population s'élevait à 11 199 habitants lors du recensement de 2020.